# Elecciones generales de Honduras de 1957
Las elecciones generales de Honduras de 1957, se realizaron el domingo 21 de septiembre de 1957. En estas elecciones se elegirán: 
- Presidente de Honduras: Jefe de Estado de Honduras que ejercerá las funciones de dirección del Poder Ejecutivo de Honduras por mandato del pueblo.
- 54 diputados al Congreso de Honduras.
- Alcaldes y 298 vicealcaldes.

De acuerdo a datos del Registro Nacional de las Personas (RNP), existen  411 354 hondureños inscritos en el padrón de votantes.

## Antecedente
En fecha 21 de octubre de 1956 los altos jefes de las Fuerzas Armadas de Honduras dieron un golpe de Estado al entonces presidente contador Julio Lozano Díaz, asimismo un año después convocan elecciones generales presidenciales, por primera vez existen candidatas femeninas en las campañas.  

## Candidatos por partido
Desde 1953 el líder del Partido Liberal era el doctor Ramón Villeda Morales, heredándolo después del fallecimiento de José Ángel Zúñiga Huete el 16 de febrero de 1954 el Partido Nacional, escogió al doctor y general Tiburcio Carias Andino como candidato oficial para apresidente y a Gregorio Reyes Zelaya como vicepresidente y el 21 de marzo de 1954, el Movimiento Nacional Reformista del general Abraham Williams Calderón le designó como candidato a presidente y al general Filiberto Díaz Zelaya para vicepresidente.  

### Candidato ganador
El doctor Ramón Villeda Morales candidato del Partido Liberal de Honduras, fue elegido por el pueblo como el nuevo Presidente constitucional de la República de Honduras.

## Elecciones en el Congreso
En septiembre de 1957, se señalaron las elecciones para diputados en el Congreso Nacional hondureño, los resultados fueron: Partido Liberal de Honduras obtuvo un 61,52%, 209 109 votos, el Partido Nacional de Honduras 101 274 votos y el Movimiento Nacional Reformista 29 487 votos.

### Candidatas femeninas
Algunas de las candidatas femeninas hondureñas que marcaron historia en el ámbito electoral al ganar un escaño como diputada en el Congreso Nacional. Carmen Griffin de Lefreve y Herlinda Blanco de Bonilla, ambas del Partido Liberal de Honduras y Carmen Meléndez de Cálix por el Partido Nacional de Honduras.

## Creación del ente elector
En 1957 es creado el Consejo Nacional de Elecciones, como organismo exclusivo para la actividad electoral. Las próximas elecciones se realizarían en 1963, para lo cual se nombró a la Profesora Victoria Burchard de Castellón como Secretaría al frente del consejo, por primera vez también una mujer ocupa un alto cargo en Honduras.    

## Golpe de Estado
Las elecciones no se llevarían a cabo debido a que en 1963, el general de aviación Oswaldo López Arellano derrocaría al presidente Villeda Morales.